# Maria Machado
 (septembre 2024).
Si vous disposez d'ouvrages ou d'articles de référence ou si vous connaissez des sites web de qualité traitant du thème abordé ici, merci de compléter l'article en donnant les références utiles à sa vérifiabilité et en les liant à la section « Notes et références ».
 (septembre 2024).
Il peut être nécessaire de l'améliorer pour respecter le principe de neutralité de point de vue. Veuillez consulter la page de discussion pour plus de détails.

Maria Machado, née le 16 octobre 1937 à Karlsruhe (Allemagne), est une actrice et metteuse en scène franco-allemande.

## Biographie
Après trois années de théâtre de répertoire dans plusieurs grandes villes allemandes, elle s’installe à Paris en 1965. Elle rencontre Tania Balachova qui l’initie au théâtre français.
En 1969, Roland Dubillard lui écrit un rôle dans Le Jardin aux betteraves ; ils deviennent partenaires sur scène et pour la vie. À partir de 1987, à la suite de l’accident vasculaire de Dubillard, Maria Machado s’occupe de faire connaître son œuvre à un public plus large. Elle donne les Carnets en marge, 50 ans de journal à la publication (Gallimard 1998). Les pièces, la poésie et d’autres écrits sont réédités chez Gallimard.
En 2008-2009 à Varsovie, elle assiste en tant qu'observatrice aux répétitions de Krzysztof Warlikowski dans sa création pour le festival d’Avignon, (A)pollonia.[pertinence contestée]
En 2009-2010, elle dirige une résidence en Île-de-France pour créer une nouvelle pièce, Héraclès, de l’auteur américain William Page.

## Théâtre

### Metteuse en scène
- 1995 :  Les Crabes de Dubillard, mise en scène avec l’auteur au Théâtre de la Bastille (Paris)
- 1998 : Je dirai que je suis tombé, montage de textes de Dubillard, mise en scène avec l’auteur, 52e Festival d’Avignon, Cour du lycée Saint-Joseph
- 2002 : Iphigenia, création musicale et dramatique, basée sur des textes de Goethe et Euripide, Renaissance Festival, Californie
- 2004 : Si Camille me voyait... de Dubillard, Théâtre du Rond-Point (Paris), Théâtre du Chêne noir (Avignon), et en tournée au Théâtre Kléber-Méleau (Lausanne), et pour les ATP de Dax
- 2006 : La Boîte à outils de Dubillard, mise en scène de Maria Machado avec Michaël Lonsdale, André Marcon, Maria Machado, Pascal Bongard, Maya Mercer au Centre Européen de Poésie d’Avignon
- 2008 : Le Bain de Vapeur de Dubillard, lecture au Théâtre du Rond-Point, avec Pascal Bongard, Ariane Dubillard, André Dussollier, Maria Machado, Maya Mercer, Daniel Mesguich, William Mesguich, Jean-Michel Ribes
- 2010 : Héraclès, (première version) de William Page, recherche et première esquisse d’une création au théâtre de Mennecy (Essonne)

### Comédienne
- 1966 : Le Grand Cérémonial de Fernando Arrabal, mise en scène Georges Vitaly, théâtre des Mathurins
- 1967 : Un parfum de fleurs de James Saunders, mise en scène Georges Vitaly, théâtre La Bruyère
- 1967 : Antigone de Bertolt Brecht, mise en scène Jean Tasso, Festival du Marais
- 1969 : Le Jardin aux betteraves de Roland Dubillard, mise en scène Roger Blin et l’auteur
- 1970 : Massacrons Vivaldi de David Mercer (adaptation Dubillard & Maria Machado), mise en scène Andréas Voutsinás
- 1970 : Les Crabes de Dubillard, mise en scène de l’auteur
- 1971 : Haggerty où es-tu ? de Mercer (adaptation Dubillard & Maria Machado), mise en scène André Barsacq
- 1972 : ...où boivent les vaches de Dubillard, avec Madeleine Renaud, Maria Machado et l’auteur, mise en scène Roger Blin, Le Festival d’Automne et la compagnie Renaud-Barrault
- 1976 : Le Bain de vapeur, de Dubillard, avec André Dussollier et Darry Cowl, mise en scène Philippe de Chérisey
- 1978 : La Culotte d’une jeune femme pauvre, de Carl Sternheim, adaptation Dubillard & Maria Machado, mise en scène Dubillard
- 1981 : Chacun sa vérité de Pirandello, mise en scène Dominique Quéhec
- 1983 : Bag Lady de Jean-Claude van Itallie, Living Theater
- 1986 : Chiens sous la minuterie de Roland Dubillard, mise en scène Charles Reale
- 1986 : La Venexiana au Musée d’Art Moderne, Palazzo Capesere, festival de Venise
- 1995 : Les Crabes de Dubillard, mise en scène de l’auteur et Maria Machado au Théâtre de la Bastille
- 1998 : Je dirai que je suis tombé, montage de textes de Dubillard, mise en scène de l’auteur et Maria Machado, 52e Festival d’Avignon, Cour du lycée Saint-Joseph
- 1999 : pour le 250e anniversaire de Goethe, elle joue à Weimar et d’autres villes allemandes So herrsche denn Eros... aperçu de l’œuvre de Goethe.
- 1999 : Concetti, adaptation par Yves Chevalier des Épigrammes vénitiennes de Goethe, au théâtre Molière-Maison de la Poésie
- 2003 : Denn wie man sich bettet, so liegt man… un Cabaret Brecht pour le TNP Villeurbanne, composé avec Ariane Dubillard
- 2004 : des fragments de Madame fait ce qu’elle dit de Dubillard, mise en scène de Werner Schroeter, théâtre du Rond-Point, Paris
- 2004 : Les Crabes ou les Hôtes et les Hôtes de Roland Dubillard, mise en scène Caterina Gozzi, Théâtre du Rond-Point
- 2023 : Les Crabes de Roland Dubillard, mise en scène Frank Hoffmann, Festival off d'Avignon, Théâtre du Chêne noir puis La Scala

## Filmographie

### Cinéma
- 1966 : Monsieur le président-directeur général de Jean Girault avec Claude Rich, Jacqueline Maillan et Michel Galabru
- 1966 : Paris brûle-t-il ? de René Clément
- 1970 : La Promesse de l'aube de Jules Dassin
- 1973 : Le Moine d’Ado Kyrou (scénario Luis Buñuel)
- 1975 : Rosebud d’Otto Preminger
- 1980 : Anthracite d'Édouard Niermans
- 1981 : Charlotte S. de Frans Weisz
- 1983 : L’Été meurtrier de Jean Becker
- 1985 : Derborence de Francis Reusser
- 1989 : Natalia de Bernard Cohn
- 1991 : Tchin-Tchin (Cin Cin) de Gene Saks, avec Marcello Mastroianni et Julie Andrews
- 1991 : Transit de René Allio
- 1997 : Le Loup-garou de Paris (An American Werewolf in Paris) d'Anthony Waller

### Télévision
- 1962 : Combat !, épisode Missing in Action de Byron Paul
- 1963 : The Gallant Men, épisode Operation Secret de Robert Sparr
- 1963 : 77 Sunset Strip, épisode Our Man in Switzerland de Richard C. Sarafian
- 1965 : Chapeau melon et bottes de cuir (The Avengers), épisode Two's a Crowd de Roy Ward Baker
- 1967 : Allô Police de Jean Dewever, Pierre Goutas, épisode Brelan d'as d'Ado Kyrou
- 1971 : Face aux Lancaster, d'Ado Kyrou (série TV)
- 1975 : Naïves Hirondelles de Michel Genoux
- 1983 : Deux amies d'enfance de Nina Companéez
- 1985 : Contes clandestins de Dominique Crèvecœur
- 1989 : The Making of Dances with Wolves de Jack Leustig
- 1992 : Taxi Girl de Jean-Dominique de la Rochefoucauld
- 2002 : Soirée Thématique : Dubillard animé avec Pierre Dumayet (ARTE)
- 2002 : …où boivent les vaches et Les Carnets en marge, de Dubillard, réal. Alain Dhenaut (ARTE)
- 2005 : Navarro
- 2023 : Capitaine Marleau, épisode Grand Hôtel de Josée Dayan

Elle a également joué dans plusieurs téléfilms allemands, dont Ein unruhiges Jahr de Kristian Kühn, et Eine kleine Liebe.